# Hydrophilus piceus
Hydrophilus piceus, también conocido como escarabajo hidrófilo, es una especie de escarabajo acuático del género Hydrophilus, familia Hydrophilidae. Fue descrita científicamente por Linnaeus en 1758.
Se distribuye por Argelia, Azerbaiyán, Egipto, Israel, Siria, Ucrania, Rusia (Siberia Occidental, Lejano Oriente), Irán, Kazajistán, Pakistán, China (Fujian, Sinkiang), India (Cachemira), Alemania e Italia.

## Descripción
Este escarabajo se encuentra entre los insectos acuáticos más grandes. Los adultos pueden alcanzar hasta 5 a 5,15 centímetros (1,97 a 2,03 pulgadas) de largo y 2,05 cm (0,81 pulgadas) de ancho. La larva mide hasta 7 cm (2,8 pulgadas) de largo. El cuerpo de los adultos es negro con un brillo verdoso u oliva. Tiene ojos saltones y antenas de color negro rojizo.

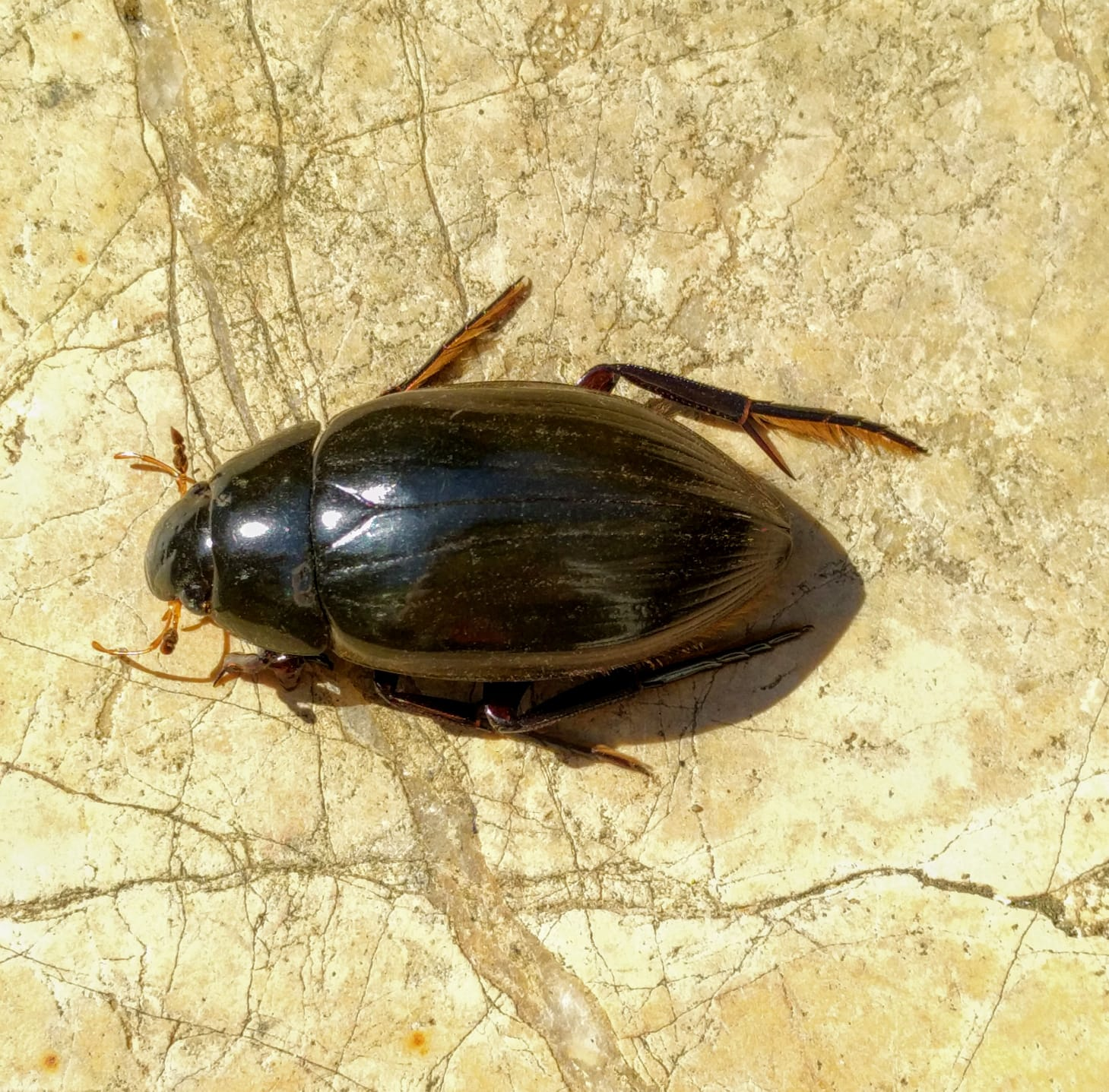
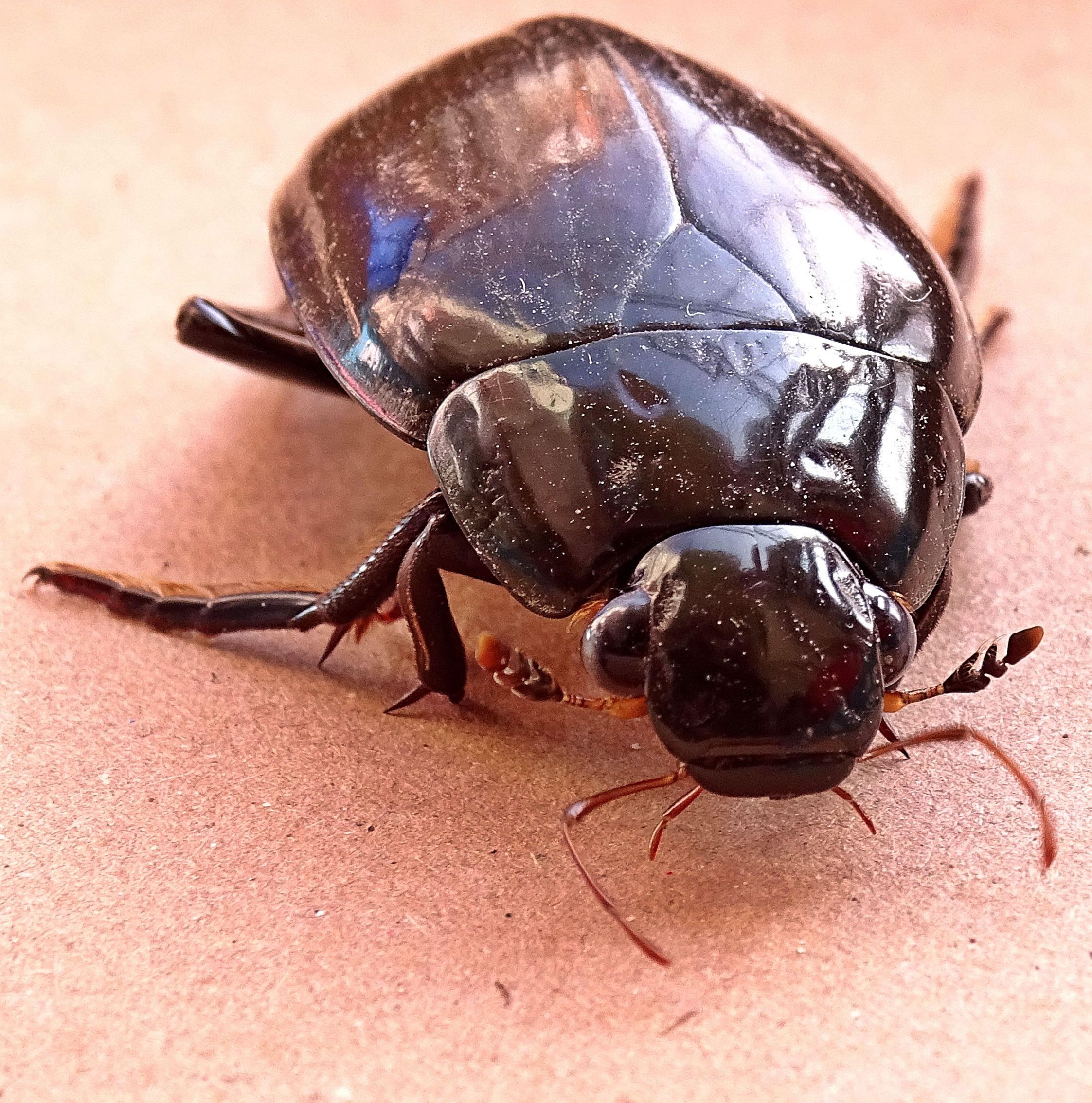
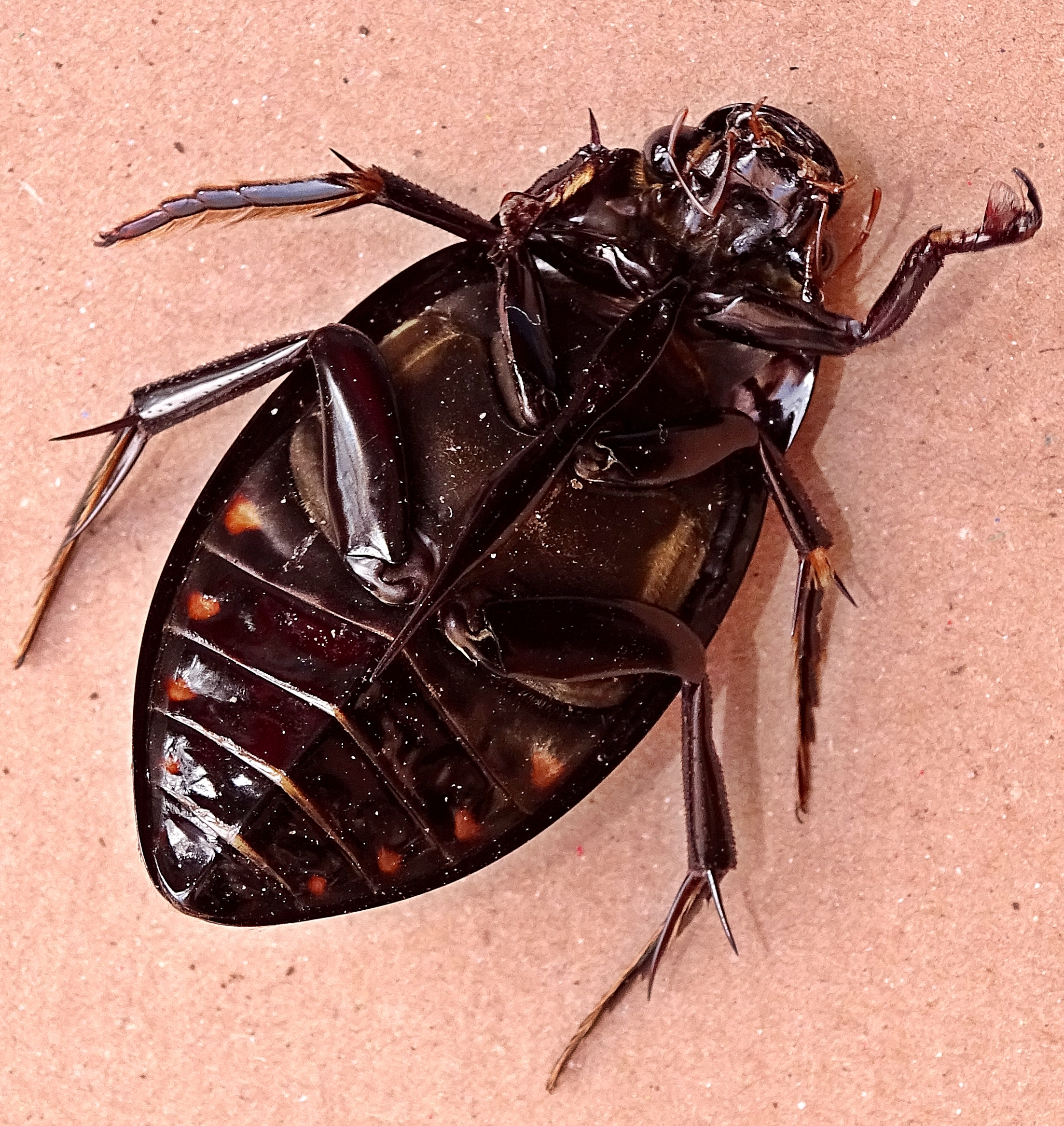
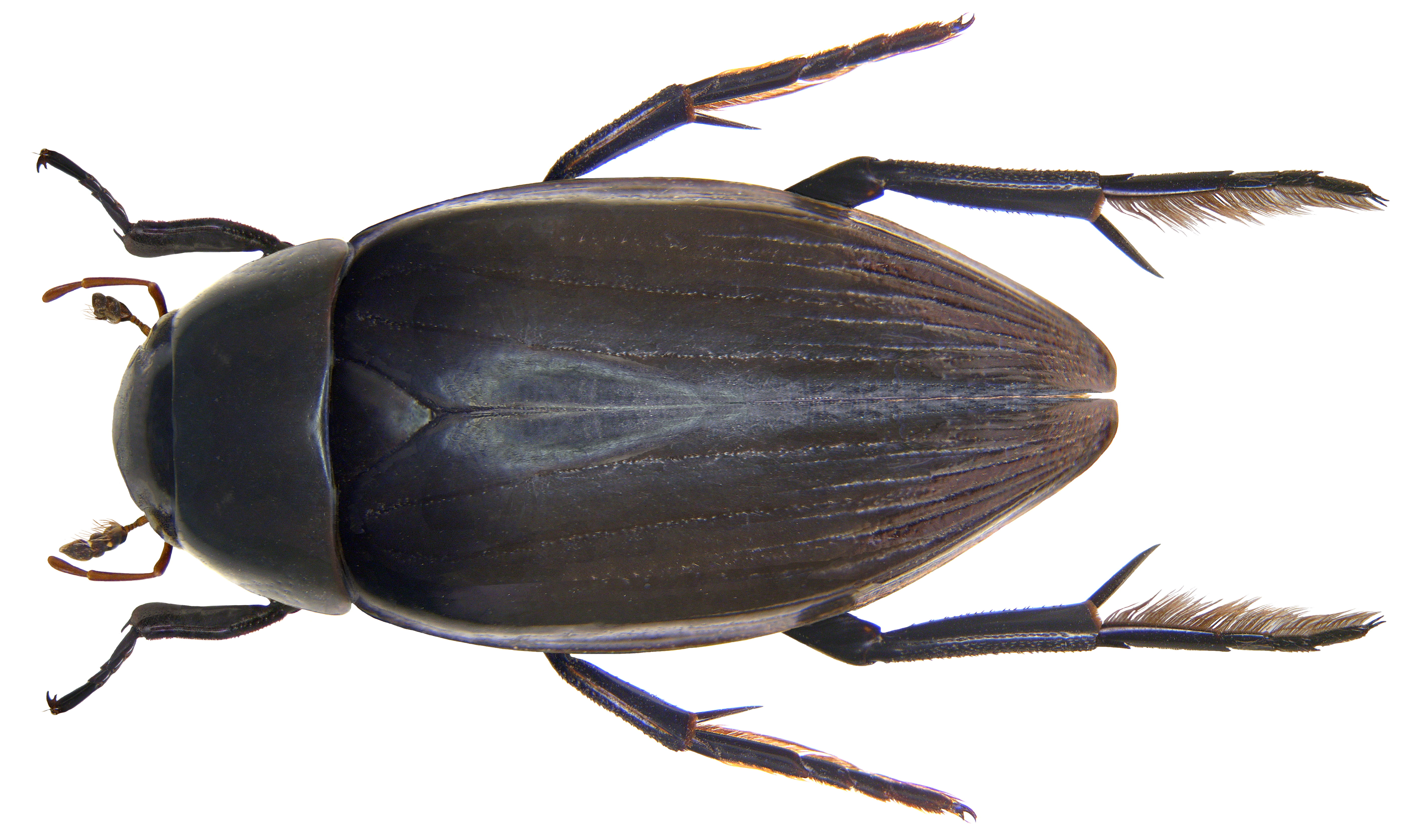
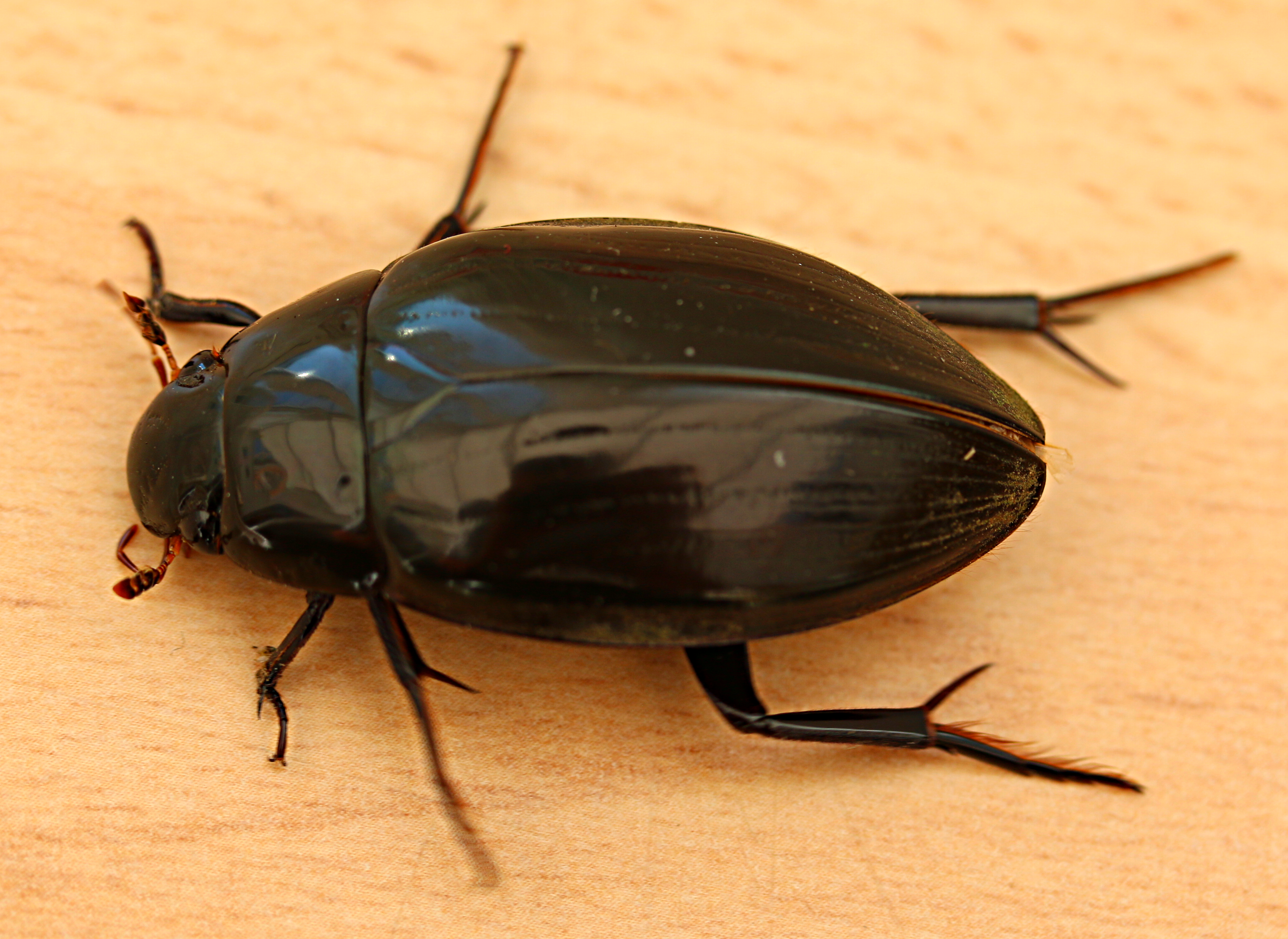